# در شب باز است
در شب باز است (به انگلیسی: Open at Night) فیلمی محصول سال ۲۰۱۶ و به کارگردانی ادوارد بائر است. در این فیلم بازیگرانی همچون ادوارد بائر، سابرینا اوزانی، اودره توتو، گرگوری گادبوا، لیونل آبلانسکی و میشل گالابرو ایفای نقش کرده‌اند.